# Muzeum Narodowe Tadżykistanu
Muzeum Narodowe Tadżykistanu (tadż. Осорхонаи миллии Тоҷикистон) – największe muzeum znajdujące się w Duszanbe, stolicy Tadżykistanu. W muzeum zgromadzonych jest niespełna 50 tys. eksponatów.

## Historia
Centralne Muzeum Tadżyckie zostało założone w 1934 roku. Przekazano do niego eksponaty z wystawy osiągnięć gospodarki narodowej zorganizowanej w Duszanbe. Początkowo posiadało tylko 530 eksponatów. W 1955 roku w związku z 500. rocznicą urodzin Behzada miniaturzysty z XV-XVI wieku Muzeum nadano jego imię. W 1959 roku po połączeniu z Republikańskim Muzeum Historii i Wiedzy Lokalnej utworzono Republikańskie Zjednoczone Muzeum Historii i Wiedzy Lokalnej i Sztuk Pięknych. Muzeum pod tą nazwą funkcjonowało do odzyskania niepodległości przez Tadżykistan. W latach 60. XX wieku zostało umieszczone w centrum Duszanbe, w dawnym budynku uczelnianym. W 1999 roku otrzymało status muzeum narodowego. Podlega Ministerstwu Kultury Tadżykistanu.
Dekretem Prezydenta Republiki Tadżykistanu z 27 lipca 2011 r. Nr 1094 nosi nazwę Muzeum Narodowego Tadżykistanu.

## Nowy budynek

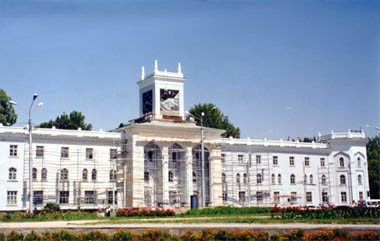
Dawny budynek Muzeum Narodowego Tadżykistanu

W marcu 2013 roku Muzeum przeniosło się do nowego budynku. Jego powierzchnia wynosi 24 tys. m², 15 tys. m² jest przeznaczone na wystawę. Muzeum ma 22 sale wystawowe. W nowym budynku muzeum znajdują się 4 stałe wystawy: przyrody, historii starożytnej i średniowiecznej, historii współczesnej oraz sztuk pięknych i stosowanych.
Na parterze budynku została umieszczona wystawa poświęcona przyrodzie. Można na niej poznać faunę i florę, klimat, obszary chronione, rezerwaty Republiki Tadżykistanu. Warto zwiedzić salę geologiczną, w której wyeksponowano okazy minerałów Tadżykistanu. Na środku sali umieszczono wysokie na 3,40 m i ważące 600 kg drzewo wykonane z kamieni szlachetnych Tadżykistanu. Znalazło się na nim 19536 kamieni szlachetnych.
Na wystawie poświęconej historii Tadżykistanu znajdziemy zbiory archeologiczne. Muzeum posiada bogate zbiory numizmatyczne. W salach wystawowych poświęconych historii najnowszej eksponowane są zabytki z okresu przynależności Tadżykistanu do Związku Radzieckiego (1917–1991). Znajdziemy tu również specjalną salę gromadzącą prezenty otrzymane przez Prezydenta Republiki Tadżykistanu od gości z całego świata. Na drugim piętrze w Muzeum Sztuk Pięknych i Stosowanych znajdują się zbiory malarstwa rzeźba i sztuki użytkowej. 